# Élections aux Cortes de Castille-et-León de 1991
Les élections aux Cortes de Castille-et-León de 1991 (en espagnol : Elecciones a las Cortes de Castilla y León de 1991) se sont tenues le dimanche 26 mai 1991 afin d'élire les quatre-vingt-quatre députés de la troisième législature des Cortes de Castille-et-León, parlement de la communauté autonome.

## Contexte
Les précédentes élections du 10 juin 1987 forment, par son résultat, un échiquier politique incertain, dominé par le centre droit. Ancien fief de l'Union du centre démocratique (UCD), la Castille-et-León reste ainsi fidèle à sa tradition électorale centriste et modérée.
Avec 34,9 % des suffrages exprimés et 32 députés sur 84, l'Alliance populaire de Castille-et-León (APCyL) est le premier parti de la communauté autonome. Elle devance de 5 000 voix seulement le Parti socialiste de Castille-et-León-PSOE (PSCyL-PSOE), qui totalise 34,6 % des suffrages et autant de parlementaires. Le vrai vainqueur de l'élection et faiseur de roi dans la région est le Centre démocratique et social (CDS), qui monte à 19,7 % et fait élire 18 de ses candidats aux Cortes. En obtenant le soutien du Parti démocrate populaire (PDP), ainsi que l'abstention du CDS et d'un petit parti régionaliste, le député d'Ávila José María Aznar, 34 ans, se fait investir au second vote président de la Junte.
Le même jour se déroulent les élections municipales. Si l'ordre d'arrivée est différent, la situation se répète globalement. Les socialistes, qui capitalisent 33,4 %, virent en tête, suivis de près par les conservateurs qui totalisent 30 %, alors que les centristes font un bond à 17,8 %.
Investi candidat à la présidence du gouvernement par le nouveau Parti populaire (PP) pour les élections législatives anticipées du 29 octobre 1989, Aznar démissionne au profit de son conseiller à la Présidence Jesús Posada le 18 septembre. Au cours de cette élection, le PP ne met pas beaucoup de distance avec le Parti socialiste ouvrier espagnol (PSOE). Il remporte 40,3 % des suffrages exprimés, ce qui lui permet d'envoyer 18 députés sur 33 au Congrès des députés, tandis que le PSOE obtient 35,6 % et 14 sièges. Le CDS, toujours troisième, est en baisse puisqu'il ne récolte que 12,8 % et 1 seul parlementaire. La Gauche unie (IU), bien qu'elle recueille 6,7 %, reste sans représentation à la chambre basse.

## Mode de scrutin
Les Cortes de Castille-et-León se composent de 84 députés (en espagnol : procuradores), élus pour un mandat de quatre ans au suffrage universel direct, suivant le scrutin proportionnel à la plus forte moyenne d'Hondt. Toutefois, le nombre de parlementaires n'est pas fixe : chaque province en a trois d'office, puis un supplémentaire pour 45 000 habitants ou fraction supérieure à 22 500.
Chaque province constitue une circonscription, à raison de 7 sièges pour Ávila, 11 sièges pour Burgos, 15 sièges pour León, 7 sièges pour Palencia, 11 sièges pour Salamanque, 6 sièges pour Ségovie, 5 sièges pour Soria, 14 sièges pour Valladolid et 8 sièges pour Zamora. Seules les forces politiques – partis, coalitions, indépendants – ayant remporté au moins 3 % des suffrages exprimés au niveau d'un territoire provincial participent à la répartition des sièges.

## Campagne

### Partis et chefs de file
| Parti | Parti                                                                                | Chef de file      | Idéologie                                                      | Score en 1987              |
| ----- | ------------------------------------------------------------------------------------ | ----------------- | -------------------------------------------------------------- | -------------------------- |
|       | Parti populaire de Castille-et-León Partido Popular de Castilla y León               | Juan José Lucas   | Centre droit Conservatisme, libéralisme, démocratie chrétienne | 34,9 % des voix 32 députés |
|       | Parti socialiste de Castille-et-León-PSOE Partido Socialista de Castilla y León-PSOE | Jesús Quijano     | Centre gauche Social-démocratie, progressisme                  | 34,6 % des voix 32 députés |
|       | Centre démocratique et social Centro Democrático y Social                            | José Luis Sagredo | Centre Libéralisme, social-libéralisme, réformisme             | 19,7 % des voix 18 députés |

## Résultats

### Voix et sièges
| Inscrits                                               | Inscrits                 | Inscrits                 | 2 069 469 |             |                      |                      |
| Abstentions                                            | Abstentions              | Abstentions              | 671 231   | 32,43 %     |                      |                      |
| Votants                                                | Votants                  | Votants                  | 1 398 238 | 67,57 %     |                      |                      |
|                                                        |                          |                          |           |             |                      |                      |
| Bulletins enregistrés                                  | Bulletins enregistrés    | Bulletins enregistrés    | 1 398 238 |             |                      |                      |
| Bulletins blancs ou nuls                               | Bulletins blancs ou nuls | Bulletins blancs ou nuls | 36 059    | 2,58 %      |                      |                      |
| Suffrages exprimés                                     | Suffrages exprimés       | Suffrages exprimés       | 1 362 179 | 97,42 %     | 84 sièges à pourvoir | 84 sièges à pourvoir |
|                                                        |                          |                          |           |             |                      |                      |
| Liste                                                  | Tête de liste            |                          | Suffrages | Pourcentage | Sièges acquis        | Var.                 |
| Parti populaire de Castille-et-León (PPCyL)            | Juan José Lucas          |                          | 602 773   | 44,25 %     | 43 / 84              | 10                   |
| Parti socialiste de Castille-et-León-PSOE (PSCyL-PSOE) | Jesús Quijano            |                          | 504 709   | 37,05 %     | 35 / 84              | 3                    |
| Centre démocratique et social (CDS)                    | José Luis Sagredo        |                          | 112 821   | 8,28 %      | 5 / 84               | 13                   |
| Gauche unie (IU)                                       | José Antonio Herreros    |                          | 74 197    | 5,45 %      | 1 / 84               | 1                    |
| Solution indépendante                                  | Aucun                    |                          | 0         | 0 %         | 0 / 84               | 1                    |
| Autres listes                                          | Néant                    |                          | 67 679    | 4,97 %      | 0 / 84               |                      |

### Analyse
Avec une participation en repli de 63 000 inscrits, le Parti populaire de Castille-et-León sort une nouvelle fois gagnant de l'élection régionale. Les 109 300 nouvelles voix qu'il remporte lui permettent de disposer de justesse de la majorité absolue, exploit jamais encore réalisé. Il est principal profiteur de l'effondrement enregistré par le Centre démocratique et social, qui abandonne 165 400 voix favorables, passant sous la barre des 10 % – alors qu'il frisait les 20 % en 1987 – et devant se contenter de 5 élus. Le score du Parti socialiste de Castille-et-León-PSOE le confirme comme deuxième force politique régionale, mais sa hausse est bien plus modérée que le PPCyL puisqu'il n'engrange que 16 300 voix de plus, ce qui lui accorde tout de même 3 parlementaires supplémentaires. L'ultime siège revient à la Gauche unie, qui obtient plus de 5 % des voix et 19 500 suffrages de plus, mais est victime du mode de scrutin par province.

### Conséquences
À l'issue de deux jours de débat, Juan José Lucas est élu président de la Junte de Castille-et-León le 4 juillet 1991 avec l'appui des seuls députés du PP.